# Extremely high frequency
| Radiospectrum   | Radiospectrum   |
| --------------- | --------------- |
|                 | 3 Hz 100.000 km |
| ELF             |                 |
| 30 Hz 10.000 km |                 |
| SLF             |                 |
| 300 Hz 1.000 km |                 |
| ULF             |                 |
| 3 kHz 100 km    |                 |
| VLF             |                 |
| 30 kHz 10 km    |                 |
| LF (LW)         |                 |
| 300 kHz 1 km    |                 |
| MF (MW)         |                 |
| 3 MHz 100 m     |                 |
| HF (SW)         |                 |
| 30 MHz 10 m     |                 |
| VHF             |                 |
| 300 MHz 1 m     |                 |
| UHF             |                 |
| 3 GHz 100 mm    |                 |
| SHF             |                 |
| 30 GHz 10 mm    |                 |
| EHF             |                 |
| 300 GHz 1 mm    |                 |
|                 |                 |

Met extremely high frequency of EHF worden frequenties in het radiospectrum aangeduid tussen 30 en 300 GHz. De radiogolven hebben een golflengte van 1 tot 10 millimeter en worden daarom ook wel millimetergolf genoemd. Deze band wordt met name gebruikt voor radioverkeer via straalzenders, satellietverkeer en radarinstallaties.
Voor het transport van de signalen wordt golfpijp gebruikt (tussen antenne en zender) en als antenne wordt een schotelantenne gebruikt of een golfpijpantenne.